# Anna Tokiko
Anna Tokiko Barbosa Nakayama (Rio de Janeiro, 25 de fevereiro de 1988) é uma atriz e apresentadora brasileira.

## Biografia
Anna Tokiko nasceu no Rio de Janeiro, no bairro do Rocha, e é filha de um nissei com uma mulata. Aos 6 anos mudou-se para o bairro de Laranjeiras, no mesmo ano em que se matriculou em seu primeiro curso de teatro. 
É formada em desenho industrial de produto na Universidade Veiga de Almeida e pós-graduada em administração de empresas pela Fundação Getúlio Vargas. Possui uma marca de joias desenhadas por ela.
Aos 6 anos inscreveu-se em seu primeiro  curso de teatro, posteriormente estudou teatro na Casa de Arte das Laranjeiras (CAL), Teatro O Tablado, Suassuna e outros.
Seu primeiro trabalho na televisão foi no ano de 2000, participando como elenco de apoio do programa Bambuluá na Rede Globo.
Em 2003 participou da novela Malhação, também da Rede Globo.
Em 2004 fez parte do álbum Diga Sim da apresentadora Eliana.
Em 2006 foi convidada a fazer um teste para a novela Bicho do Mato, da Rede Record. Tendo sido aprovada, fez o papel da bela indiazinha Maibi.
Em 2007 participou da novela Floribella como a personagem Vicky na Bandeirantes.
Aos 19 anos mudou-se para Ásia, onde trabalhou como modelo. Neste período morou na Tailândia e em Singapura, onde fez grandes campanhas publicitárias.
Nos anos de 2009 e 2010 apresentou o programa As Pegadoras, produzido pela Conspiração Filmes e exibido pelo Multishow, no papel da DJ Fê.
Em 2010 foi eleita Miss Nikkey Rio de Janeiro, o que lhe qualificou a participar no Miss Nikkey Brasil. Na oportunidade foi eleita 3ª princesa.
A partir de 2011 resolveu investir em seus estudos, a fim de melhorar sua qualificação profissional. Formou-se em Design e em seguida especializou-se em Administração, concluindo-os no ano de 2013.
No ano de 2014 foi selecionada para o elenco de O Rebu, da Rede Globo, como a personagem Magda.

## Filmografia

### Trabalhos na televisão
| Ano         | Título        | Personagem      |
| ----------- | ------------- | --------------- |
| 2000        | Bambuluá      | Elenco de Apoio |
| 2003        | Malhação      | Participação    |
| 2004        | Diga Sim      | Luca            |
| 2006        | Bicho do Mato | Maibi           |
| 2007        | Floribella    | Vicky           |
| 2009 - 2010 | As Pegadoras  | DJ Fê           |
| 2014        | O Rebu        | Magda           |

## No teatro
| Ano  | Título                               |
| ---- | ------------------------------------ |
| 2003 | O homem que casou com a mulher braba |
| 2004 | A aurora da minha vida               |